# Line Mai Hougaard
Line Mai Hougaard (født 6. oktober 1999) er en kvindelig dansk håndboldspiller, der spiller for Herning-Ikast Håndbold i Damehåndboldligaen og Danmarks kvindehåndboldlandshold. Hun kom til klubben i sommeren 2020. Hun har tidligere spillet for TTH Holstebro og Randers HK.
Hun fik officiel debut på det danske A-landshold den 28. september 2018 mod Norge.
Hun var med til at vinde EHF Cup Winners' Cup 2016, med Team Tvis Holstebro. Hun var også med til at vinde bronze i Bambusa Kvindeligaen 2020-21 med Herning-Ikast Håndbold, i hendes første sæson i klubben.

## Meritter

### Klubhold
- Damehåndboldligaen
  - Bronze: 2016, 2021
- EHF Cup Winners' Cup: 1
  - Vinder: 2016[3]